# 魏斯瓦瑟河
46°23′49″N 8°08′03″E / 46.396823°N 8.134279°E

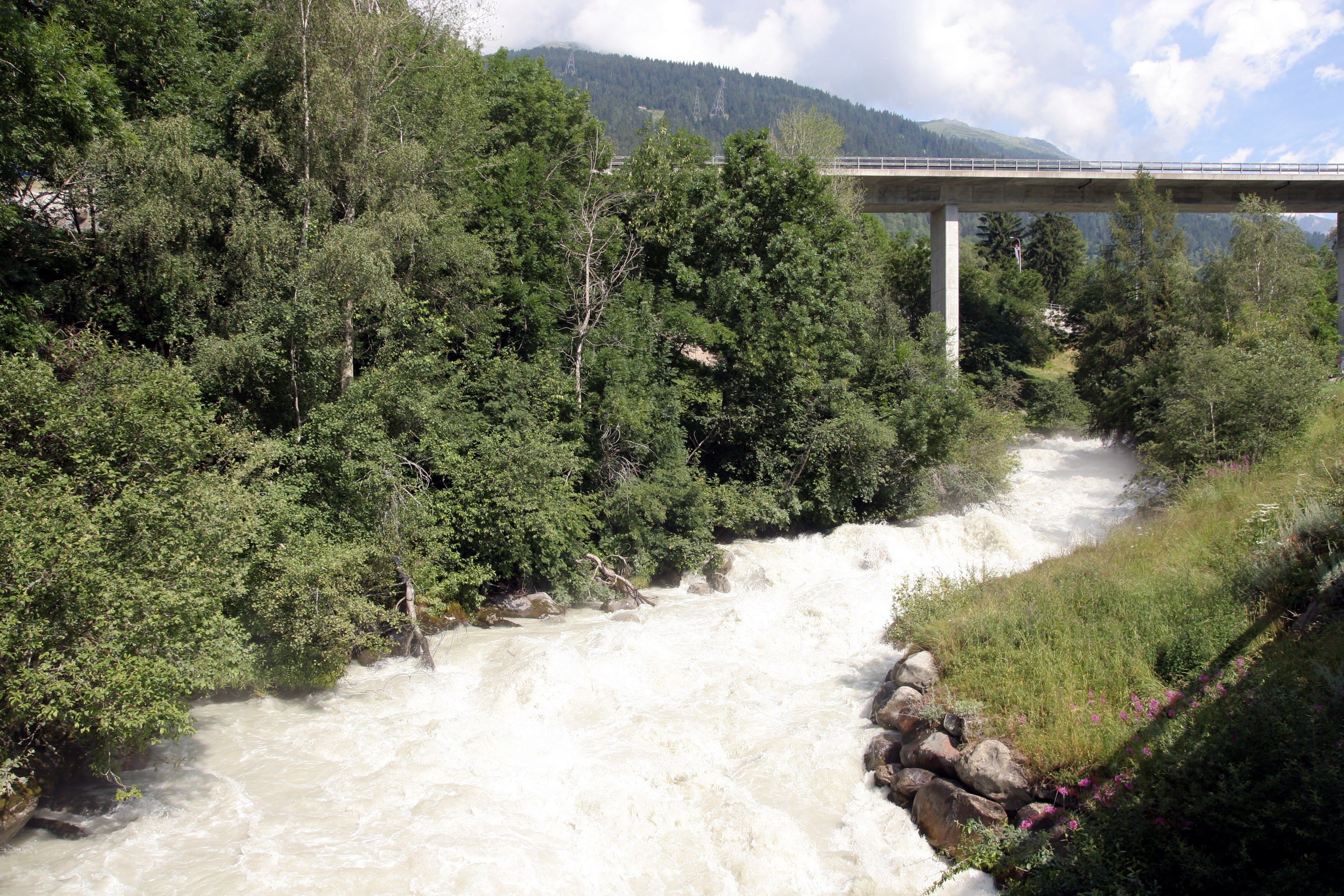

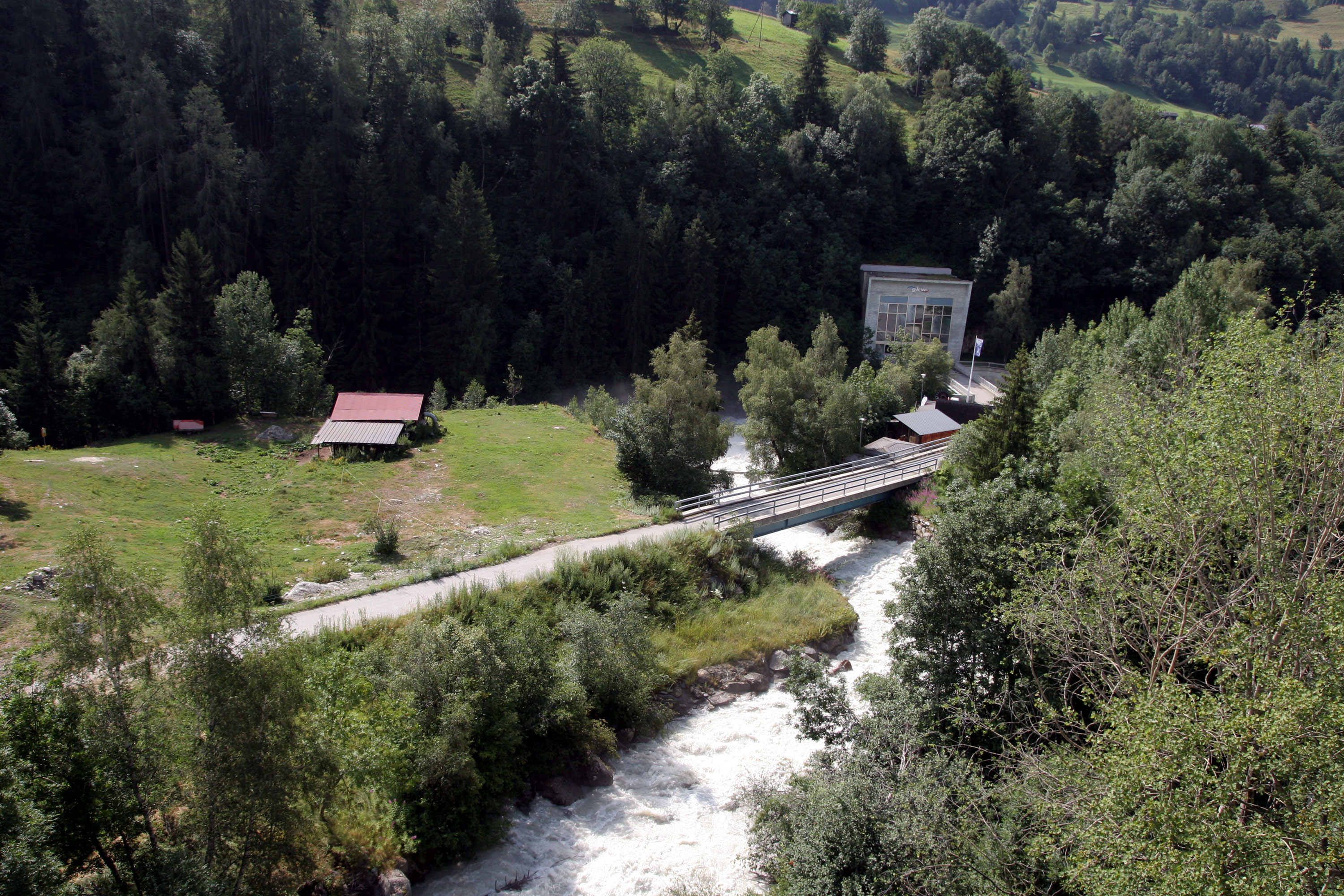

魏斯瓦瑟河是瑞士的河流，位於該國西南部，流經瓦萊州，屬於羅訥河的支流，河道全長6.4公里，流域面積84.7平方公里，河口處在菲施附近。